# Lituania en los Juegos Europeos
Lituania en los Juegos Europeos está representada por el Comité Olímpico Nacional de Lituania, miembro de los Comités Olímpicos Europeos. Ha obtenido un total de 18 medallas: 6 de oro, 4 de plata y 8 de bronce.

## Medalleros

### Por edición
| Evento        | Oro | Plata | Bronce | Total |
| ------------- | --- | ----- | ------ | ----- |
| Bakú 2015     | 2   | 1     | 4      | 7     |
| Minsk 2019    | 2   | 1     | 0      | 3     |
| Cracovia 2023 | 2   | 2     | 4      | 8     |
| TOTAL         | 6   | 4     | 8      | 18    |

### Por deporte
| Evento            | Oro | Plata | Bronce | Total |
| ----------------- | --- | ----- | ------ | ----- |
| Atletismo         | 0   | 1     | 3      | 4     |
| Bádminton         | 0   | 0     | 1      | 1     |
| Baloncesto 3x3    | 1   | 0     | 0      | 1     |
| Breakdancing      | 0   | 0     | 1      | 1     |
| Ciclismo          | 1   | 1     | 0      | 2     |
| Gimnasia          | 1   | 0     | 0      | 1     |
| Natación          | 1   | 1     | 0      | 2     |
| Pentatlón moderno | 0   | 1     | 0      | 1     |
| Piragüismo        | 2   | 0     | 0      | 2     |
| Sambo             | 0   | 0     | 2      | 2     |
| Vóley playa       | 0   | 0     | 1      | 1     |
| TOTAL             | 6   | 4     | 8      | 18    |